# Veronica Franco
Veronica Franco, född 25 mars 1546, död 21 juli 1591, var en italiensk poet och kurtisan från Venedig.

## Biografi
Veronica Franco var dotter till Francesco Franco och Paola Fracassa. Hon uppges ha haft tre bröder, av vilka en avled i pesten 1575, och en annan tillfångatogs av turkarna. Hennes mor var en före detta kurtisan, som tränade henne till att använda sina attraktionsförmågor. Hon gifte sig mycket ung med läkaren Paolo Panizza, men äktenskapet misslyckades, och hon separerade år 1564 sedan hon blivit gravid utanför äktenskapet (hon fick med tiden sex barn, av vilka tre dog som spädbarn). Hon blev därefter kurtisan, och upptas år 1565 i listan över stadens kurtisaner, Catalogo de tutte le principal et più honorate cortigiane di Venetia, där det framgår att betalningen utbetalades till hennes mor.
I det venetianska renässanssamhället fanns två klasser av prostituerade: cortigiana onesta, den intellektuella elitkurtisanen med hög bildning, och cortigiana di lume, enkla prostituerade som sålde sig på gatan vid Rialtobron.  Veronica Franco tillhörde de kanske mest berömda av den första kategorin. Hon knöt kontakter med en rad av samtidens berömda och förmögna män, och blev genom dessa kontakter själv omtalad. Hennes kanske mest kända kund var Henrik III av Frankrike. Hon var framgångsrik och levde ett liv i lyx. Från omkring 1570 tillhörde hon dessutom den intellektuella eliten i Venedig, då hon blev verksam som poet och deltog i debatter, diskussioner och poetiska uppläsningar.
År 1575 drabbades Venedig av pesten och Veronica Franco tvingades fly från staden. Hennes hus ska ha plundrats, och hon utsattes för anklagelser om häxeri, en vanlig åtalspunkt mot kurtisaner. Hon ställdes slutligen inför rätta för trolldom av  Inkvisitionen i Venedig år 1580. Hon frikändes efter en berömd rättegång där hon försvarade sig med mod och vältalighet. Frikännandet ska ha varit ett resultat av hennes kontakter och mutor. Hennes liv efter rättegången är dåligt känt.

## Poetiska verk
- Terze rime (1575)
- Lettere familiari a diversi (1580).

## I populärkulturen
- Francos liv har tecknats i boken The Honest Courtesan av Margaret F. Rosenthal.
- I filmen En kvinnas öde (1998), som är baserad på Rosenthals bok, porträtteras Veronica Franco. Filmen har i några länder givits titeln 'A Destiny of Her Own'.